# Gare de Woippy
Gare de Woippy vasútállomás Franciaországban, Woippy településen.

## Vasútvonalak
Az állomást az alábbi vasútvonalak érintik:
- Metz-Ville-Zoufftgen-vasútvonal

## Kapcsolódó állomások
A vasútállomáshoz az alábbi állomások vannak a legközelebb:
- Gare de Metz-Nord
- Gare de Maizières-lès-Metz